# 戴樂爾 (英籍稅務司)
弗朗西斯·愛德華·泰勒（英語：Francis Edward Taylor），漢名戴樂爾，號子琴，英國籍海關官員。
戴樂爾於1877年1月加入大清皇家海關總稅務司。1882年，他在總稅務司公署擔任二等幫辦；1887年升任為二等幫辦，署襄辦漢文副稅務司；1888年任職署理稅務司，署理稽查賬目稅務司，同時兼任二等幫辦；1893年，任職頭等幫辦前班。1894年5月1日至1895年11月16日在亞東關任職。離開亞東關後，1897年，他任職稅務司，派赴參加萬國郵政公會。1898-1900年，他擔任上海造冊處稅務司，兼郵政額外總辦。1908-1912年間供職鎮江關，兼郵政司。他在中國海關任職約35年。

## 著作
王錫祺編的《小方壺齋輿地叢鈔再補編》收錄他寫的《亞東論略》，於1897年出版。
他任職上海稅務司時於1899年出版《理財節略》，對整頓中國商務出口貨品提出十三條。